# Irina Baronova

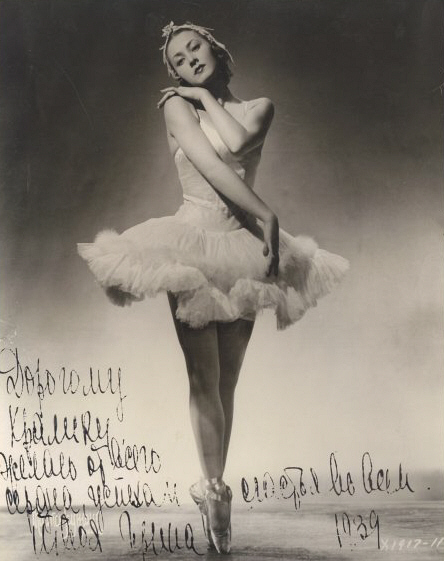
Irina Baronova i baletten ”Svansjön”

Irina Baronova, född 13 mars 1919 i Petrograd, död 28 juni 2008 i Byron Bay, New South Wales, var en rysk ballerina och balettlärare.
Baronova kom redan som ettåring till Rumänien, där hennes familj bodde som flyktingar. Honstuderade klassisk balett i Rumänien och senare för Olga Preobrazjenskaja i Paris. 1932 engagerades hon av George Balanchine för Ballets Russes i Monte Carlo. Hon gjorde en bejublad turné med Covent Garden Russian Ballet i Australien 1938–1939. År 1941 engagerades Baronova av flera balettkompanier i USA och spelade även in några filmer i Hollywood. Så småningom drog hon sig tillbaka från balettscenen för att på senare år träna och uppmuntra unga ballerinor.
Baronova tilldelades 1996 Queen Elizabeth II Coronation Award för sina insatser inom balettkonsten. Baranova avled 2008.
Hon är mor till den brittiska skådespelerskan Victoria Tennant.